# U.S. Sassuolo Calcio
Unione Sportiva Sassuolo Calcio, thường được gọi là Sassuolo (phát âm tiếng Ý: [sasˈswɔːlo]), là một câu lạc bộ bóng đá Ý có trụ sở tại Sassuolo, Emilia-Romagna. Màu sắc của đội bóng là đen và xanh lá cây, do đó có biệt danh Neroverdi.
Được thành lập vào năm 1920, Sassuolo đã chơi ở Serie A từ mùa 2013-14, tham gia một nhóm các đội bóng chơi ở Serie A nhưng không thuộc về một thành phố thủ phủ của tỉnh: Empoli, Legnano, Pro Patria, Carpi và Casale.

## Lịch sử
Câu lạc bộ được thành lập vào năm 1920 và chơi ở các hạng đấu nghiệp dư Emilian trong phần lớn lịch sử cho đến khi được thăng hạng lần đầu tiên lên Serie D vào năm 1968. Trong thời đại này, câu lạc bộ sáp nhập với các đội bóng đá địa phương khác để cuối cùng thành lập US Sassuolo Calcio hiện tại vào năm 1974. Năm 1984, lần đầu tiên được thăng hạng lên Serie C2, cấp độ thấp nhất của bóng đá chuyên nghiệp ở Ý. Tuy nhiên, họ đã xuống hạng một lần nữa vào năm 1990 và sau đó đã dành phần lớn thập kỷ tham dự Serie D. Năm 1998, một vị trí thứ hai đảm bảo suất thăng hạng trở lại Serie C2 cho câu lạc bộ.

### Serie C1
Sassuolo thăng hạng Serie C1 năm 2006 sau khi giành chiến thắng trong trận play-off thăng hạng Serie C2 bằng cách đánh bại Sansovino trong trận chung kết. Trong những năm tiếp theo, Sassuolo đã chứng tỏ là một ứng cử viên nặng ký cho việc thăng hạng lên Serie B, cơ hội vào năm 2007, với Gian Marco Remondina làm huấn luyện viên trưởng, khi họ đánh rơi suất thăng hạng trực tiếp vào tay Grosseto trong những ngày cuối mùa - sau đó bị Monza đánh bại ở bán kết play-off. Remondina sau đó rời Sassuolo để gia nhập Piacenza lúc đó đang thi đấu ở Serie B, và cựu cầu thủ Serie A Massimiliano Allegri sau đó được chọn làm huấn luyện viên trưởng mới.
Dưới thời Allegri, Sassuolo nhanh chóng làm sống lại hy vọng của họ để có được sự thăng hạng lên Serie B; điều này cuối cùng đã đến vào ngày 27 tháng 4 năm 2008, khi họ giành được danh hiệu Serie C1 / A, do đó đảm bảo sự thăng hạng lịch sử cho Serie B, lần đầu tiên trong lịch sử của câu lạc bộ.

### Serie B
Sau khi Sassuolo thăng hạng thứ hai ở Ý, Allegri rời Sassuolo để đảm nhận vị trí huấn luyện viên trưởng tại đội bóng Serie A, Cagliari. Vào tháng 7 năm 2008, câu lạc bộ đã bổ nhiệm cựu HLV Atalanta và Siena Andrea Mandorlini cho mùa giải 2008-09.
Sassuolo đã có một khởi đầu tốt đáng ngạc nhiên tại mùa 2008-09 và đứng ở vị trí có thể tham dự vòng play-off trong thời gian rất dài. Họ chỉ giành được hai điểm trong năm trận đấu cuối cùng của họ để kết thúc ở vị trí thứ bảy. Mặc dù có mùa giải thành công, Mandorlini đã rời Sassuolo bằng sự đồng ý lẫn nhau vào tháng 6 năm 2009, sau đó đội bóng đã bổ nhiệm cựu huấn luyện viên Piacenza, ông Stefano Pioli vào ngày 11 tháng 6 năm 2009.
Sassuolo liên tiếp đủ điều kiện tham dự vòng play-off thăng hạng Serie B năm 2009-10 bằng cách xếp thứ tư và 2011-12 ở vị trí thứ ba, và đều bị loại ở bán kết trong cả hai mùa.
Tuy nhiên, trong mùa giải 2012-13, dưới sự dẫn dắt của huấn luyện viên trưởng mới Eusebio Di Francesco, Sassuolo đã vô địch Serie B, nhờ đó  thăng hạng trực tiếp lên Serie A và lần đầu tiên thi đấu tại giải đấu cao nhất tại mùa giải 2013-14

### Serie A
Trong buổi tập trước mùa giải, Sassuolo đã giành Cúp TIM sau khi thua Juventus trên chấm phạt đền sau đó đánh bại Milan 2 -1, đánh dấu lần đầu tiên một đội bóng khác ngoài Milan, Internazionale hay Juventus giành Cup. 

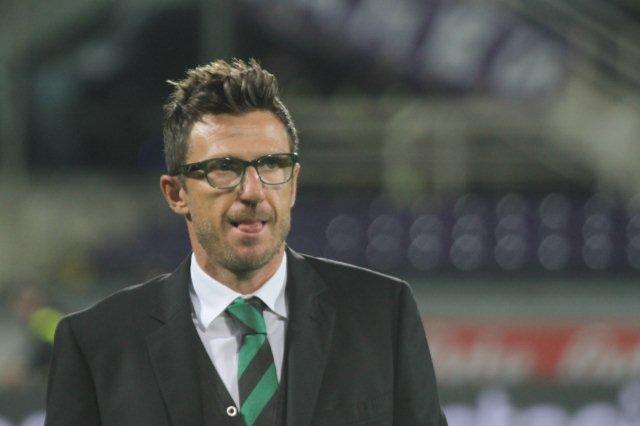
Eusebio Di Francesco, người đưa câu lạc bộ thăng hạng Serie A trong lịch sử cho Neroverdi vào năm 2014.

Vào ngày 25 tháng 8 năm 2013, Sassuolo đã chơi trận đấu đầu tiên tại Serie A, trận thua 2-0 tại Torino. Trận đấu thứ hai của đội là trận đầu tiên của họ trên sân nhà, trước Livorno, nơi tiền đạo Simone Zaza ghi bàn thắng đầu tiên của Sassuolo khi họ thua 4-1. Vào ngày 22 tháng 9 năm 2013, Sassuolo đã chịu đựng một thất bại nặng nề 7-0 trên sân nhà trước Internazionale. Đội đã giành được điểm đầu tiên trong trận đấu thứ năm của họ, vào ngày 25 tháng 9 tới Napoli. Zaza cân bằng bàn thắng khi trận đấu kết thúc 1-1, kết thúc mùa giải hoàn hảo của đội chủ nhà. Tiếp theo là điểm sân nhà đầu tiên vào ngày 29 tháng 9, trận hòa 2-2 với Lazio. Vào ngày 20 tháng 10 năm 2013, Sassuolo đã thắng trận đầu tiên ở Serie A, đánh bại Bologna 2-1 trên sân nhà với các bàn thắng của Domenico Berardi và Antonio Floro Flores, đưa câu lạc bộ ra khỏi vị trí thấp nhất. Sassuolo lần đầu tiên giành chiến thắng sân khách ở Serie A vào ngày 3 tháng 11 trước Sampdoria, với Berardi ghi cú hat-trick đầu tiên của họ để giành chiến thắng 4-3. Kể từ trận đấu tiếp theo, trận hòa 1-1 tại Roma vào ngày 10 tháng 11, câu lạc bộ đã ở ngoài khu vực xuống hạng. Vào ngày 12 tháng 1 năm 2014, Berardi là cầu thủ duy nhất trong mùa giải ghi được bốn bàn thắng trong một trận đấu, khi Sassuolo bị dẫn 2-0 để rồi giành chiến thắng 4 - 3 trước Milan. Đến cuối tháng 1 năm 2014, Sassuolo đã ở vị trí thấp nhất và vì vậy, người quản lý Di Francesco đã bị sa thải và Alberto Malesani được đưa vào. Sự thay đổi người quản lý không có hiệu ứng mong muốn và vì vậy vào đầu tháng 3, Sassuolo đã giao lại nhiệm vụ cho Di Francesco. Sassuolo đã giành chiến thắng trên sân khách trước Fiorentina 4-3 vào ngày 6 tháng 5 năm 2014 và sau khi giành chiến thắng 4-2 trước Genova vào ngày 11 tháng 5, Sassuolo đã đảm bảo vị trí của mình tại Serie A cho mùa giải 2014 Berardi kết thúc ở vị trí đồng hạng 7 trong danh sách ghi bàn hàng đầu Serie A, với 16 bàn thắng cho mùa giải.
Neroverdi đã có một mùa giải 2014-15 Serie A tốt hơn nhiều, kết thúc an toàn ở vị trí thứ 12. Berardi một lần nữa là cầu thủ ghi bàn hàng đầu của câu lạc bộ với 15 bàn thắng.
Sassuolo đã cải thiện một lần nữa trong mùa giải 2015-16 Serie A, đánh bại trước những kẻ như Milan và Lazio ở vị trí thứ sáu. Mùa giải bao gồm một chiến thắng trong ngày khai mạc trước Napoli, chiến thắng Vòng 10 1-0 trước Juventus trên sân Mapei  và chiến thắng 1-0 trước Inter tại San Siro.
Vào ngày 21 tháng 5 năm 2016, Sassuolo đã đạt được vé tham dự Europa League đầu tiên sau khi kết thúc thứ sáu tại Serie A nhờ một chiến thắng của Juventus tại Coppa Italia trước Milan khi Milan đã có vé tham dự cúp châu Âu thay vì họ đã giành chiến thắng trong trận chung kết. Vào ngày 25 tháng 8 năm 2016, Sassuolo đủ điều kiện tham dự vòng bảng Europa League sau khi đánh bại Red Star Belgrade 4-1 chung cuộc ở vòng playoff.

## Sân vận động

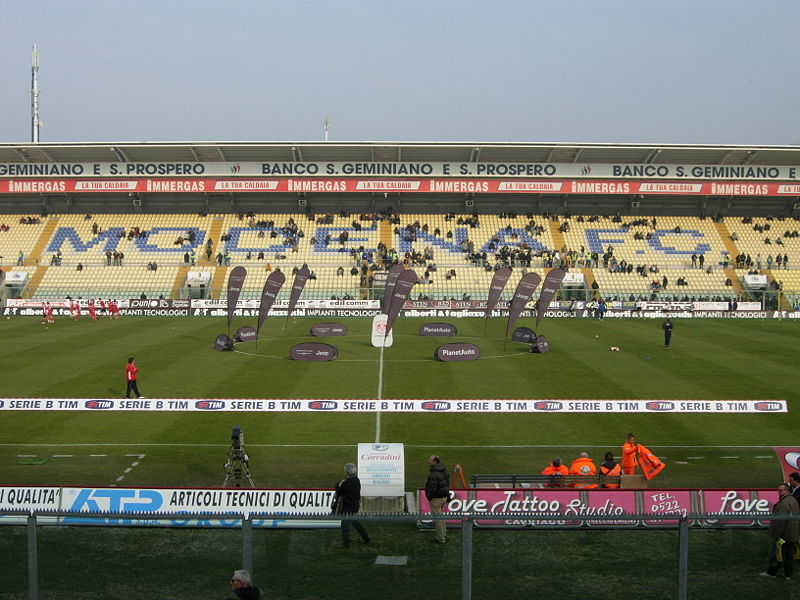
Sân vận động Alberto Braglia ở Modena là sân nhà tạm thời của Sassuolo khi chơi ở Serie B.

Sân vận động của Sassuolo là Stadio Enzo Ricci ở Sassuolo, vẫn được câu lạc bộ sử dụng để đào tạo, nhưng do sức chứa nhỏ bé của nó (4.000), câu lạc bộ đã chơi các mùa Serie B tại Stena Alberto Braglia của Modena.
Bắt đầu từ mùa giải 2013/14, chiến dịch Serie A đầu tiên cho câu lạc bộ, Sassuolo chơi ở Reggio Emilia tại sân vận động Mapei đã được cải tạo - Città del Tricolore (trước đây là Stadio Giglio) trong một thỏa thuận chia sẻ địa điểm với câu lạc bộ Lega Pro Prima Divisione Reggiana. Sân vận động cũng được mua bởi công ty mẹ của Sassuolo, Mapei.

## Ở châu Âu

### UEFA Europa League
| Mùa      | Vòng             | Câu lạc bộ                      | Sân Nhà | Sân khách | Chung cuộc | Tài liệu tham khảo |
| -------- | ---------------- | ------------------------------- | ------- | --------- | ---------- | ------------------ |
| 20161717 | Vòng loại thứ ba | liên_kết=\|viền Luzern          | 3-0     | 1-1       | 4-1        | [ 23 ]             |
| 20161717 | Vòng play-off    | liên_kết=\|viền Sao đỏ Belgrade | 3-0     | 1-1       | 4-1        | [ 23 ]             |
| 20161717 | Nhóm F           | Atheletic Bilbao                | 3-0     | 2-3       | vị trí 4   | [ 23 ]             |
| 20161717 | Nhóm F           | liên_kết=\|viền Genk            | 0-2     | 1-3       | vị trí 4   | [ 23 ]             |
| 20161717 | Nhóm F           | liên_kết=\|viền Rapid Wien      | 2-2     | 1-1       | vị trí 4   | [ 23 ]             |

## Cầu thủ

### Đội hình hiện tại
Tính đến ngày 30/8/2024.
Ghi chú: Quốc kỳ chỉ đội tuyển quốc gia được xác định rõ trong điều lệ tư cách FIFA. Các cầu thủ có thể giữ hơn một quốc tịch ngoài FIFA.
| Số | VT | Quốc gia        | Cầu thủ                             |
| -- | -- | --------------- | ----------------------------------- |
| 1  | TM | Ý               | Alessandro Russo                    |
| 2  | HV | Ý               | Filippo Missori                     |
| 3  | HV | Scotland        | Josh Doig                           |
| 7  | TĐ | Ý               | Cristian Volpato                    |
| 8  | TV | Ý               | Andrea Ghion                        |
| 9  | TĐ | Ý               | Samuele Mulattieri                  |
| 10 | TĐ | Ý               | Domenico Berardi (đội phó)          |
| 11 | TV | România         | Daniel Boloca                       |
| 12 | TM | Ý               | Giacomo Satalino                    |
| 14 | TV | Guinea Xích Đạo | Pedro Obiang                        |
| 15 | HV | Ý               | Edoardo Pieragnolo                  |
| 17 | TV | Colombia        | Yeferson Paz                        |
| 19 | HV | Ý               | Filippo Romagna                     |
| 20 | TV | Ý               | Matteo Lovato (mượn từ Salernitana) |
| 23 | HV | Đức             | Jeremy Toljan                       |

| Số | VT | Quốc gia             | Cầu thủ                                    |
| -- | -- | -------------------- | ------------------------------------------ |
| 24 | TĐ | Ý                    | Luca Moro                                  |
| 25 | TĐ | Ý                    | Luca D'Andrea                              |
| 26 | HV | Hà Lan               | Cas Odenthal                               |
| 28 | TĐ | Pháp                 | Janis Antiste                              |
| 29 | TV | Ý                    | Fabrizio Caligara                          |
| 31 | TM | România              | Horațiu Moldovan (mượn từ Atlético Madrid) |
| 35 | TV | Ý                    | Luca Lipani                                |
| 42 | TV | Na Uy                | Kristian Thorstvedt                        |
| 44 | HV | Ý                    | Kevin Miranda                              |
| 45 | TĐ | Pháp                 | Armand Laurienté                           |
| 55 | TV | Ý                    | Justin Kumi                                |
| 91 | TĐ | Ý                    | Flavio Russo                               |
| —  | HV | Bosna và Hercegovina | Tarik Muharemović (mượn từ Juventus)       |
| —  | TV | Ý                    | Edoardo Iannoni                            |
| —  | TĐ | Ý                    | Nicholas Pierini                           |

### Các cầu thủ khác trong hợp đồng
Ghi chú: Quốc kỳ chỉ đội tuyển quốc gia được xác định rõ trong điều lệ tư cách FIFA. Các cầu thủ có thể giữ hơn một quốc tịch ngoài FIFA.
| Số | VT | Quốc gia | Cầu thủ         |
| -- | -- | -------- | --------------- |
| —  | TM | Ý        | Andrea Consigli |

### Cho mượn
Tính đến ngày 30/8/2024
Ghi chú: Quốc kỳ chỉ đội tuyển quốc gia được xác định rõ trong điều lệ tư cách FIFA. Các cầu thủ có thể giữ hơn một quốc tịch ngoài FIFA.
| Số | VT | Quốc gia | Cầu thủ                                         |
| -- | -- | -------- | ----------------------------------------------- |
| —  | TM | Ý        | Stefano Turati (tại Monza đến 30/6/2025)        |
| —  | TM | Ý        | Gioele Zacchi (tại Latina đến 30/6/2025)        |
| —  | HV | Brasil   | Ruan Tressoldi (tại São Paulo đến 30/6/2025)    |
| —  | TV | Ý        | Riccardo Ciervo (tại Cosenza đến 30/6/2025)     |
| —  | TV | Niger    | Salim Abubakar (tại Pergolettese đến 30/6/2025) |

| Số | VT | Quốc gia | Cầu thủ                                               |
| -- | -- | -------- | ----------------------------------------------------- |
| —  | TV | România  | Andrei Mărginean (tại Dinamo București đến 30/6/2025) |
| —  | TV | Serbia   | Uroš Račić (tại West Bromwich Albion đến 30/6/2025)   |
| —  | TĐ | Uruguay  | Agustín Álvarez (tại Elche đến 30/6/2025)             |
| —  | TĐ | Na Uy    | Emil Konradsen Ceide (tại Rosenborg đến 30/6/2025)    |
| —  | TĐ | Ý        | Andrea Pinamonti (tại Genoa đến 30/6/2025)            |